# Kreuzgangstraße 11

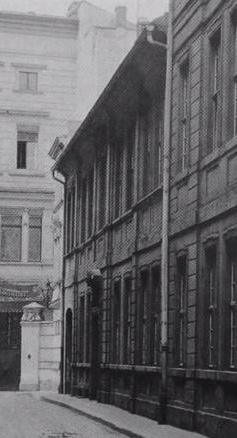
Kreuzgangstraße 11 im Jahr 1910

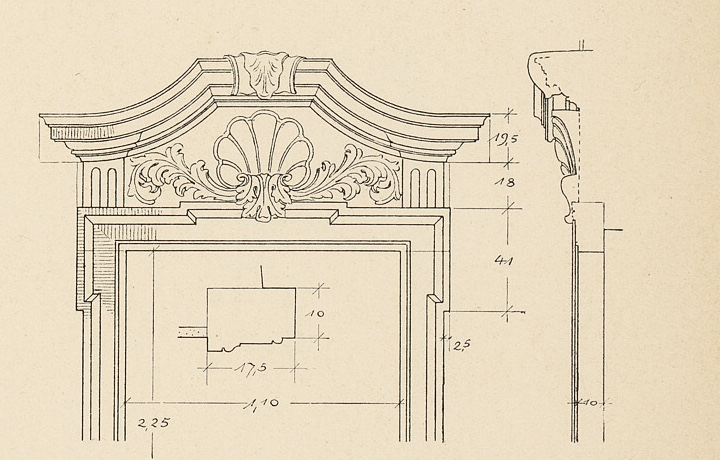
Zeichnung aus dem Jahr 1915 des Eingangsportals

Das Haus Kreuzgangstraße 11 war ein Gebäude in Magdeburg im heutigen Sachsen-Anhalt. Es wurde im Zweiten Weltkrieg zerstört und gilt als verlorengegangenes Baudenkmal.

## Lage
Es befand sich in der Magdeburger Altstadt auf der Nordseite der Kreuzgangstraße. Unmittelbar östlich grenzte das Haus Kreuzgangstraße 10 an. Auf der gegenüberliegenden Straßenseite befand sich die Nordfront der Sankt-Nikolai-Kirche. Durch den sich nicht an die historische Stadtstruktur haltenden Wiederaufbau der Stadt nach den Zerstörungen des Zweiten Weltkrieges, verläuft die heutige Kreuzgangstraße nicht mehr in West-Ost, sondern in Nord-Süd-Richtung. Der ehemalige Standort befindet sich heute im Bereich des Hundertwasserhauses Grüne Zitadelle.

## Architektur und Geschichte
Ursprünglich befand sich in diesem Bereich der Kreuzgang des Nikolaistiftetes. Nach seinem Abbruch wurde vom Stift ein neues Gebäude errichtet.
Hinter dem Stiftshaus befanden sich drei kleine Häuser. Eines hatte Hans Andreas im Jahr 1674 an einer wüsten Stelle errichtet, an der sich zuvor das Schlafhaus des Stiftes befunden hatte. Seine Witwe verkaufte es 1709 an Bartholomäus Fiedler. Ein zweites Haus gehörte Henning Helmecke, das dritte Andreas Rübe. Die drei kleinen Gebäude wurden 1723 abgerissen und etwas weiter zurückgesetzt neu errichtet.
Das neue große Stiftshaus wurde im Jahr 1728 fertiggestellt und sodann vermietet. In älteren Aufzeichnungen ist es als Kreuzgangstraße Nummer 9 verzeichnet. Das Kapitel des Stifts errichtete das Haus und die Nummer 10 selbst, um zu verhindern, dass das Grundstück an Dritte fällt. Zwei der Eigentümer der neuen kleinen Häuser, Fiedler und Helmecke, führten einen Prozess gegen das Nikolaistift, da sie sich durch den Neubau des Stiftshauses geschädigt sahen. Letztlich erwarb das Stiftskapitel vor diesem Hintergrund im Jahr 1738 die drei Häuser. Sie wurden als Hinterhäuser des Stiftsgebäudes genutzt.
Im Stiftsgebäude lebte von 1731 bis 1734 als Mieter der Kriegs- und Domänenrat und spätere preußische Kriegsminister Heinrich Christoph von Katte. Ihm folgte bis 1740 der Regierungspräsident Karl Friedrich von Dachroeden nach. In der Zeit bis 1746 mietete es der Zollinspektor Peter Nikolai, bis zum Jahr 1769 Regierungsrat Reimers, ab 1792 der Regierungsrat Friedrich von Schenk. In der Zeit von 1804 bis 1807 wohnte im Haus der Kriegs- und Domänenrat Wilhelm Christian Kemnitz. Im Gebäude befanden sich in dieser Zeit sechs Stuben, acht Kammern, zwei große Küchen und drei Keller. Nach Kemnitz nutzte das Anwesen der pensionierte preußische Oberstleutnant von Sebottendorf. In der Zeit ab 1811 waren französische Offiziere im Haus einquartiert.
Wie in der benachbarten Nummer 10 wurde der Boden als Kornlager des Stiftes genutzt. Im 19. Jahrhundert wurde das Haus gemeinsam mit der Nummer 10 als Hebammenschule und Kreißsaal, dem Vorläufer der Landesfrauenklinik Magdeburg, genutzt.
Der zweigeschossige Bau wurde vom Architekten Preusser errichtet. Die Fassade des verputzten Baus wurde durch Lisenen gegliedert. Die Fensteröffnungen des oberen Geschosses wurden durch plastisch gearbeitete Schlusssteine betont. Im Gebäudeinneren bestanden Stuckdecken.